# Tillandsia 'Imbroglio'
Tillandsia 'Imbroglio' es un  cultivar híbrido del género Tillandsia perteneciente a la familia  Bromeliaceae.
Es un híbrido creado  con las especies Tillandsia duratii & Tillandsia stricta.